# Papyrus de Hounefer
Le Papyrus de Hounefer est un exemplaire du Livre des Morts daté de la XIXe dynastie conservé au British Museum de Londres sous la cote d'inventaire no EA 9901. À l'origine il mesurait 5,50 mètres de long et 39 centimètres de large, mais il est actuellement découpé en huit morceaux pour les besoins de la conservation.

## Commanditaire
Cet exemplaire du Livre des Morts a été commandité par le scribe Hounefer et son épouse Nasha qui ont vécu sous la XIXe dynastie, vers 1310 avant notre ère. Hounéfer était « scribe royal à l'ouest de Thèbes », « Scribe des offrandes divines », « Surveillant des bovins royaux » et intendant du roi Séthi Ier. Ces titres indiquent que Hounefer occupait une place importante dans l'administration et a probablement été un membre de la cour royale. Son épouse Nasha était prêtresse du dieu Amon à Thèbes. L'emplacement de leur tombeau n'est pas localisé.  

## Statuette réceptacle
Le seul élément connu du mobilier funéraire de Hounéfer est une statuette en bois polychrome au nom du défunt et représentant le dieu Osiris-Sokar. Lors des funérailles, le papyrus a été enroulé puis placé dans un compartiment secret aménagé dans le dos la statuette, le tout déposé dans la tombe, probablement à Louxor. La statuette a été découverte par des pillards vers le milieu du XIXe siècle puis achetée par le français Antoine Clot (1793-1868), un médecin employé par le gouvernement égyptien de l'époque. En 1852, ce collectionneur céda le papyrus au British Museum où il a ensuite été découpé en huit morceaux, tous placés sous verre afin de les protéger.